# Елизабет Паисиева
Елизабет Паисиева е българска гимнастичка.
Кариерата ѝ като национална състезателка започва на 14 години, като оттогава насам е участвала на шест европейски първенства, четири световни шампионата, две световни купи и две Олимпиада в Атина 2004 г. И в Пекин 2008 г. Паисиева е състезателка на клуб „Илиана“, а нейната треньорка е Стела Салапатийска.

## Призове
СП Мадрид 2001 – 3 м. Отборно
ЕП Гранада 2002 – 3 м. Отборно
СП Будапеща 2003 – 3 м. Финал на Лента; 5 м. Многобой; 5 м. Финал на обръч
ОИ Атина 2004 – 12 м.
СП Баку 2005 – 10 м. Многобой; 5 м. Отборно
ОИ Пекин 2008 – 18 м.
- приз „Царица Маргарита“ – 16-о издание на турнир по художествена гимнастика във Варна и многобой при жените;